# Yanfeng
Yanfeng är ett stadsdistrikt och säte för stadsfullmäktige i Hengyang i Hunan-provinsen i södra Kina.